# GMOクリック証券
GMOクリック証券株式会社（ジーエムオークリックしょうけん、GMO CLICK Securities, Inc.）は、日本の金融商品取引業者である。
GMOフィナンシャルホールディングスの100%子会社で、GMOインターネットの孫会社にあたる。

## 沿革
- 2005年
  - 7月 - 現在の代表取締役である高島秀行がGMOに入社し、その後1年に満たない期間で証券業の免許の取得とシステム構築を行い、ネット証券を一から一人で立ち上げた。
  - 10月28日 - 東証一部上場のGMOインターネットグループの子会社・GMOインターネット証券株式会社として会社設立。
- 2006年
  - 3月28日 - 証券業登録。
  - 5月 - PC取引ツール“はっちゅう君”の提供を開始。
  - 5月12日 - 証券業営業開始。
  - 6月 - 携帯電話取引サービス“モバトレ君”の提供を開始。
  - 7月 - 金融先物取引業登録。
  - 8月 - 取引結果画像サービス「トレード日記」のサービスを開始。
  - 10月13日 - FXネオ（外国為替証拠金取引（FX取引））のサービスを開始。
  - 11月27日 - 日経225先物、日経225OPの取扱を開始。
- 2007年
  - 2月 - 一般（無期限）信用取引の取扱を開始。
  - 3月 - PC取引ツール“はっちゅう君＋（プラス）”の提供を開始。
  - 3月29日 - 日本初の株式取引のAPI（「Webサービス」と呼んでいる）を公開。
  - 4月 - レーディング大会「トレードアイランド」の開催。
  - 8月 - GMOインターネットの金融事業撤退を受け、GMOインターネット社長の熊谷正寿がGMOインターネットの持ち分株式全株を個人で買い取ったため、GMOインターネットとの資本関係を解消。
  - 5月 - WebサービスAPI（日経225先物）の提供を開始。
  - 8月 - 携帯アプリ“モバトレ君アプリ” の提供を開始。
  - 8月7日 - 2007年7月の単月黒字化達成。
  - 9月7日 - 夜間取引（ジャパンネクストPTS）を開始。
  - 10月 - WebサービスAPI（FX）の提供を開始。
  - 11月 - PC取引ツール“はっちゅう君FX”の提供を開始。
  - 12月 - 日経225先物・オプション取引「イブニング・セッション」の注文受付を開始。
  - 12月3日 - クリック証券株式会社に商号変更（GMOインターネットの撤退による）。
  - 12月21日 - 東京海上日動火災保険およびジャフコが、資本参加を行い、株主に加わった。
- 2008年
  - 1月 - 日経225先物取引で逆指値注文を開始。
  - 1月 - 携帯アプリ“モバトレ君アプリFX”の提供を開始。
  - 1月16日 - eワラントの取扱を開始。
  - 3月28日 - 第三者割当増資を実施し、日興アントファクトリー株式会社、あおぞらインベストメント株式会社、株式会社フルスピード、安田企業投資株式会社、りそなキャピタル株式会社などが資本参加した。
  - 4月 - 信用取引・先物オプション取引口座開設の約諾書を電子化。
  - 4月 - FX取引証拠金の信託保全を開始。
  - 6月2日 - FXバーチャル取引イベント『シストレFXグランプリ2008』を角川・エス・エス・コミュニケーションズと共同で開催。
  - 9月 - 本社を東京都渋谷区道玄坂に移転。
  - 10月10日 - エキサイトからエキサイトFX（後のフォレックス・トレード）の全株式を購入・取得し、子会社化。
  - 10月11日 - 保険商品の取扱を開始。
- 2009年
  - 2月14日 - APIの公開終了。
  - 4月 - 株式会社大阪証券取引所の取引資格を取得。
  - 4月 - 株式会社日本証券クリアリング機構の清算資格を取得。
  - 9月 - 東京証券取引所の総合取引資格を取得。
  - 7月17日 - FXのスプレッドが「0銭以上」から、米ドル／円において「原則1銭以下」に変更。これにより、早朝は4銭程度あったスプレッドが、原則1銭以下となった。
  - 9月1日 - 競泳日本代表のオフィシャルパートナーを務める[4]。
  - 10月 - ジャスダック証券取引所の取引資格を取得。
- 2010年
  - 4月  - CFD取引のサービスを開始。
  - 5月 - iPhone専用FXアプリ“iClickFX”の提供を開始。
  - 7月 - ブルー・マーリン・パートナーズ株式会社の全株式を取得。
  - 8月 - くりっく365（取引所為替証拠金取引）のサービスを開始。
  - 10月26日 - GMOインターネットと資本・業務提携を結ぶ形で再び関連会社化、さらには同年11月8日には株式交換による完全子会社化を発表。これによりGMOインターネットは金融事業へ事実上、再参入したこととなる。
  - 11月 - 外国債券の取扱を開始。
- 2011年
  - 1月 - アンドロイド専用FXアプリ“FXroid”提供を開始。
  - 3月 - 外為オプション取引のサービスを開始。
  - 4月 - PC取引ツール“はっちゅう君365”の提供を開始。
  - 4月1日 - 社名をGMOクリック証券（GMOインターネットによる再度の子会社化による）へ変更し、子会社フォレックス・トレードの外国為替証拠金取引事業を吸収分割の方法により承継。
  - 5月 - アンドロイド専用くりっく365アプリ“FXroid365”の提供を開始。
  - 6月 - 「GMO CLICK HK Ltd.」を設立。
  - 6月 - iPhone専用くりっく365アプリ“iClickFX365”の提供を開始。
  - 7月 - 日経225先物取引専用ツール“レーザートレード225”の提供を開始。
  - 9月 - 外為オプション取引専用iPhoneアプリ“iClick外為OP”の提供を開始。
  - 11月 - 「GMOクリック・インベストメント株式会社」を設立。
- 2012年
  - 1月 - 株式取引専用アンドロイドアプリ“株roid”の提供を開始。
  - 1月4日 - 株式移転により持株会社・GMOクリックホールディングス株式会社（現・GMOフィナンシャルホールディングス株式会社）を設立した。GMOクリック証券はGMOクリックホールディングスの100%子会社となる。
  - 3月 - 外為オプション取引専用アンドロイドアプリ“外オプroid”の提供を開始。
  - 3月 - 株式取引での逆指値注文の取扱を開始。
  - 5月 - 本社を東京都渋谷区桜丘町に移転。
- 2013年
  - 1月 - 株式取引専用iPhoneアプリ“iClick株”の提供を開始。
  - 3月 - FX取引専用iPhoneアプリ“iClickFXネオ”の提供を開始。
  - 11月 - 新・外為オプション取引のサービスを開始。
- 2014年
  - 1月 - 会社分割により海外金融商品取引業者向けASP事業をGMOクリックホールディングス株式会社へ承継。
  - 5月 - NISA（少額投資非課税制度）の取扱を開始。
  - 7月 - 『株式フル板注文』サービスの提供を開始。
  - 10月 - システム開発、運用及び保守事業をGMOクリックホールディングス株式会社へ承継。
  - 12月 - 外国株CFDの取扱を開始。
- 2015年
  - 4月 - スマートウォッチ専用FXアプリ“FXWatch!”の提供を開始。
  - 4月 - CFD取引専用アンドロイドアプリ“CFDroid”の提供を開始。
  - 6月 - CFD取引専用iPhoneアプリ“iClickCFD”の提供を開始。
- 2016年
  - 1月 - 株式会社お金のデザインと業務提携に関する基本合意書締結。
  - 2月 - 新FXシステムの稼働を開始。
  - 3月 - 海外ETF（上場投資信託）CFDの取扱を開始。
  - 4月 - 株式会社大和証券グループ本社及び大和証券株式会社と業務提携に関する基本合意書締結。
  - 10月 - 貸付型クラウドファンディングサービス「maneo」の取扱を開始。
  - 10月 - 貸株サービスの取扱を開始。
- 2017年
  - 1月 - VRトレードアプリ“GMO-FX VRトレード”の提供を開始。
  - 3月 - 投資信託の取扱を開始。
- 2018年
  - 3月 - PC取引ツール“はっちゅう君CFD”の提供を開始。
  - 5月 - 銀行代理業登録 関東財務局長（銀代）第330号。
  - 8月 - 一般信用売りサービス（短期・無期限）の取扱を開始。
  - 8月 - GMOあおぞらネット銀行との口座連携サービス「証券コネクト口座」の提供を開始。
  - 9月 - FXネオ取引専用スマートフォンアプリ“GMOクリック FXneo”の提供を開始。
- 2019年
  - 4月 - 株価指数バイナリーオプションの取扱を開始。
- 2020年
  - 1月 - 本社を東京都渋谷区道玄坂に移転。
  - 9月 - 口座開設手続きにおける本人確認にeKYCを活用した「スマホでスピード本人確認」を導入。
  - 12月 - CFD取引専用スマートフォンアプリ“GMOクリック CFD”の提供を開始。
- 2021年
  - 5月 - 東京金融取引所「FXクリアリング市場」における取引資格取得。
  - 11月 - 株式取引専用スマートフォンアプリ“GMOクリック 株”の提供を開始。
  - 12月 - FXネオ取引専用スマートフォンアプリ“GMOクリック FXneo”のApple Watch対応を開始。
- 2022年
  - 7月 - 株式取引専用iPadアプリ“GMOクリック 株 for iPad”の提供を開始。

## 事業の特徴

### 取扱金融商品
出典:
- 株式取引
- 投資信託
- 先物・オプション取引
- FXネオ（外国為替証拠金取引（FX取引））
- 外為オプション
- くりっく365（取引所FX）
- CFD
- 株価指数バイナリーオプション
- 債券（外国債券）

### 安い手数料
東証1部のネット企業であるGMOインターネットの子会社として新規参入を果たし、手数料の安さに重点を置く。2006年5月12日に取引開始。また、2007年1月より信用取引は一律150円にすると発表。
- 2006年10月13日よりFX（外国為替証拠金）取引を開始。こちらでも手数料を無料にし、ドル/円のスプレッド0銭～、ユーロ/ドル1pips～と証券会社としてもFX専業としても破格の条件を売り物にしている。
- 2006年11月からは日経225先物・OPを取扱いを開始、225先物一枚350円の手数料を発表。
- 2008年9月には日経225miniの手数料を48円に値下げ実施。

先物の手数料においても最安値水準としている。
参入するすべての分野で、「玉砕戦法」とも形容される破格の値段で、業界に価格破壊を起こしている。
価格以外でも顧客の実際の取引で順位を争うトレード大会（トレードアイランド）、ブログに取引結果をはることができるように取引結果を画像で出力するサービス（トレード日記）など他のネット証券とは一線を画している。
2007年9月の株主移動により、2007年12月よりクリック証券に商号変更。2007年12月3日に開かれたメディア懇談会では、2008年以降システムトレードに力を入れていくという独自の路線を発表。

### シングルサインオンの導入
通常は株式用・FX用・先物用とID／パスワードはバラバラになるところを、シングルサインオンにより、1つのIDパスワードで全ての取引を利用でき、複数管理の煩わしさを開放している。
この点に置いても他の証券会社と一線を画している。

### API公開
2006年12月26日より、Webサービス開発キットという名前のXMLインターフェイスの仕様を開示。2007年3月27日より株式注文の仕様が公開、同時にAPIサーバへの接続を開始した。しかしながら完成度は非常に低く、明らかに設計ミスと思われるような箇所も見受けられる（約定情報に注文番号が含まれないため、自分で発注した注文が約定したのかどうか判断出来ないなど）。また、肝心の株価を取得するAPIが提供されていない。これはサーバーへの負荷軽減のための措置であると説明されている。そのため、提供されるAPIのみで取引の全てを担うソフトウェアを開発するのは困難である。一部の開発者はこのようなAPIに見切りをつけ、スクレイピングと呼ばれる技術を用いてHTMLを解析するなどのアプローチをとっている。
2009年2月2日に、2009年2月14日をもってサービス終了の案内があり、サービス提供が終了した。しかしながら、シストレFXグランプリのAPIを利用したコンテストは2009年3月29日まで募集しており、コンテスト開催中であるにもかかわらずサービス提供が終了した形となった。しかし、それゆえ、シストレFXグランプリ用のデモアカウントの方は継続してAPIサービスを提供している。

### システム
インターネットのオンライントレーディングシステムをフルスクラッチで開発。
外注を行わずすべて自社の社員で開発、アーキテクチャは社長自らが設計を行っている。Web 2.0で流行のチープ革命を標榜し、金融システムとしては珍しく、オープンソースとIAサーバを使用、またオブジェクト指向の開発プロセスFDDを採用。システム開発力を生かし証券会社版のGoogleを目標としている。
2010年5月現在、ネット証券で一番多くのエンジニアを抱えており一番システムに力を入れていると豪語している。しかしながら、ザラ場中にシステムをダウンさせることが何度もある。
以下システム構成 
- 業務サーバのOSは全てLinux。
- Webアプリケーション・サーバーにはApache TomcatとJBoss
- フレームワークにはSpringと Apache Struts
- O/Rマッピング・ツールにはHibernateとiBATIS

### 夜間取引
SBIイー・トレード証券、楽天証券、オリックス証券、ゴールドマン・サックス証券と共同で夜間取引を行なっていた。
- 2007年9月7日 - ジャパンネクストPTSでの夜間取引開始。
- 2011年10月28日 - 夜間取引サービス終了。

### 関連会社
出典:
- GMOコイン株式会社
- GMO外貨株式会社
- GMO-Z.com Forex HK Limited
- GMO-Z com Securities (Thailand) Limited

## 不祥事
2012年（平成24年）10月12日、行政処分として業務改善命令が下された。

## 提供スポンサー番組
- よるべん（TBSテレビ）
- カンニング竹山のゼニウスの夜（毎日放送・関西ローカル）
- ビジネスクリック（TBSテレビ・首都圏ローカル）
- Gヘルスケア（TBSテレビ・首都圏ローカル）
- ニューかまー（TBSテレビ・首都圏ローカル）
- 火バラナイト（TBSテレビ・首都圏ローカル）
- よるのブランチ（TBSテレビ・首都圏ローカル）
- 有田哲平とコスられない街（TBSテレビ・首都圏ローカル）
- 有吉ジャポンII ジロジロ有吉（TBSテレビ・首都圏ローカル）
- S☆1（日曜放送分）（TBSテレビ・首都圏ローカル）

## CMモデル
- 松本人志（ダウンタウン。坂本龍馬に扮し「笑える時代をつくろうや」とアピールする）
- 吉永実夏（「カンタンがいちばん」のヴァージョン[注 1]のちに「ビジネス・クリック」木曜日[注 2]に出演）
- 山本彩乃（「カンタンがいちばん」のヴァージョン[注 1]）
- 伊藤友里（2009年頃）
- 競泳日本代表選手（2012年）
- 中山由香（「未来を、変えろ。」）（2013年）
- 河北麻友子（「新たなタワー篇（FX）」「新たなタワー篇（株式）」（公開日：2014年））
- 新垣結衣（2015年1月 - 2022年）
- 佐々木希 (2022年11月 - )